# Intersex

Intersexsymbolen – en vanlig representation av intersexidentitet.

Intersex är ett samlingsbegrepp för personer som är födda med könsattribut – såsom kromosomer, könskörtlar, könsorgan eller hormoner – som inte entydigt kan klassificeras som manliga eller kvinnliga enligt medicinska eller sociala normer. Intersex är en biologisk variation och bör inte förväxlas med transidentitet. Begreppet täcker ett brett spektrum av tillstånd, och många intersexpersoner är friska och har inget medicinskt behov av behandling.
Det uppskattas att omkring 1 av 2 000 födslar globalt rör intersexvariationer som kräver medicinsk uppmärksamhet, men inkluderar man alla variationer kan siffran vara högre.

## Terminologi
I medicinska sammanhang används även termen DSD (Disorders/Differences of Sex Development), men denna har kritiserats av delar av intersexrörelsen eftersom ordet ”störning” (disorder) kan upplevas som stigmatiserande.

## Historik

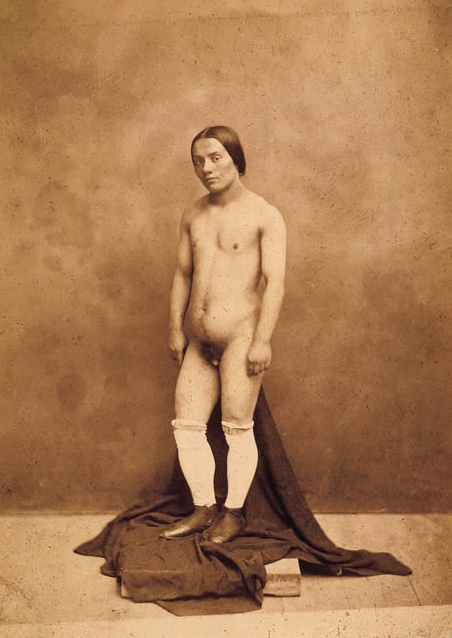
Medicinsk dokumentation av en intersexperson av fotografen Nadar, 1860-talet.

Kroppsliga variationer i könsutveckling har funnits i alla samhällen genom historien. I antikens Grekland och Rom förekom mytologiska tolkningar av intersexpersoner, exempelvis i figuren Hermaphroditos – barn till Hermes och Afrodite. I dessa kulturer kunde intersexkroppar både väcka fascination och symbolisera gudomlig dualitet.
Under medeltiden i Europa klassificerades intersexpersoner ofta som "hermafroditer" och kunde bli föremål för kyrkliga och juridiska bedömningar gällande vilket kön de skulle leva som. I vissa fall erkändes rätten att byta könsroll en gång i livet.
På 1800-talet började läkare studera intersexvariationer systematiskt inom anatomi och endokrinologi. En tidig dokumentation är de fotografier av en intersexperson som togs av fotografen Nadar på 1860-talet på uppdrag av läkaren Armand Trousseau.

## Medicin

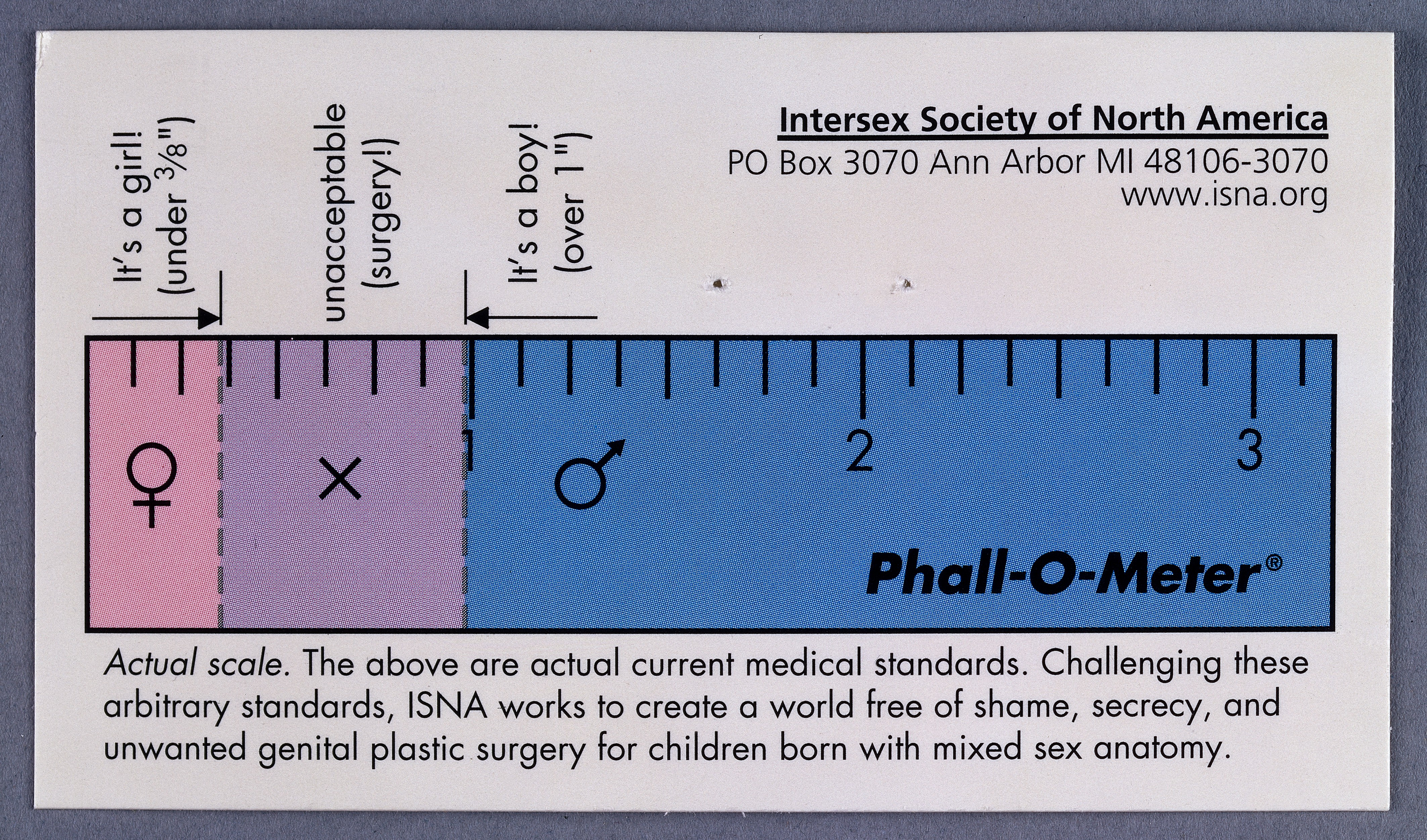
Phall-O-Meter – ett satiriskt diagram som illustrerar medicinska normer för könskirurgi på intersexbarn.

Under 1900-talet utvecklades en medicinsk modell där intersexbarn ofta genomgick kirurgiska och hormonella behandlingar i tidig ålder, i syfte att skapa ett tydligt könsuttryck. Den amerikanske psykologen John Money argumenterade på 1950-talet för att könsidentitet kunde "formas" om man genomförde könsanpassande ingrepp tidigt och konsekvent.
Dessa rutiner blev etablerade praxis, men har i efterhand kritiserats kraftigt av intersexpersoner som vittnat om livslånga komplikationer, bristande sexuell funktion, psykologiskt trauma och avsaknad av samtycke.
Sedan 1990-talet har intersexrörelsen vuxit internationellt och kritiserat medicinsk behandling som syftar till att "normalisera" kroppen utan individens samtycke. År 2006 antogs det så kallade Chicago Consensus Statement, där begreppet DSD infördes, men kritiken kvarstod från delar av rörelsen.
Flera människorättsorgan, inklusive FN och Europarådet, har fördömt icke-nödvändiga kirurgiska ingrepp på intersexbarn utan deras informerade samtycke.

## Intersex i Sverige
I Sverige saknas fortfarande specifik lagstiftning som förbjuder icke-medicinskt nödvändiga ingrepp på intersexbarn utan deras samtycke. Frågan har dock uppmärksammats av flera myndigheter och organisationer.
År 2017 publicerade Socialstyrelsen en rapport som visade att barn fortfarande utsätts för kirurgiska ingrepp för att "rätta till könet", motiverade av kosmetiska eller sociala skäl snarare än medicinska. Flera internationella organ, inklusive FN och Europarådet, har klassificerat sådana ingrepp som människorättskränkningar.
Diskrimineringsombudsmannen (DO) publicerade 2021 en rapport om levnadsvillkor för personer med intersexvariation i Sverige. Rapporten visade på utbredd diskriminering, begränsad tillgång till information, brist på erkännande inom juridiskt kön och otillräckligt lagligt skydd.
Barnombudsmannen lyfte i en rapport från 2021 behovet av stärkt skydd för intersexbarns rättigheter, särskilt vad gäller kroppslig integritet och skydd mot onödiga medicinska ingrepp.
RFSL har under flera år bedrivit påverkansarbete för att införa ett förbud mot kosmetiska kirurgiska ingrepp på minderåriga utan samtycke. De föreslår även att ”intersex” bör inkluderas som skyddad grund i diskrimineringslagen.
Sverige saknar officiell statistik över hur många intersexpersoner som bor i landet, vilket gör uppföljning och riktade insatser svåra. Vissa variationer upptäcks inte vid födseln och kan gå odiagnostiserade. Det finns idag ingen nationell patientförening enbart för intersexpersoner, men frågan inkluderas i HBTQ-organisering. Debatten har fått ökad uppmärksamhet i media och samhällsdebatt under 2020-talet.

## Rättigheter och aktivism
Intersexpersoners rättigheter har uppmärksammats av FN:s barnrättskommitté, Europarådet och flera NGO:er. Rekommendationer har utfärdats om att avstå från kirurgiska ingrepp utan individens samtycke, att erbjuda psykologiskt stöd och att tillhandahålla korrekt information till intersexpersoner och deras familjer.
Internationella dagen för intersexpersoners rättigheter uppmärksammas den 26 oktober varje år.